# Катилишкис, Мариус
Мариус Катилишкис (лит. Marius Katiliškis, при рождении Альбинас Мариус Вайткус (лит. Albinas Marius Vaitkus); 15 сентября 1914 — 17 декабря 1980) — литовский писатель.

## Биография
Родители Катилишкиса были уроженцами селения Жагаришкяй, расположенного у северной границы Литвы. Будущий же писатель родился в Грузджяе, но своё детство и раннюю юность провёл в селе Катилишкес, находящегося в нескольких километрах от него. По нему он и взял впоследствии свой псевдоним Катилишкис. Мариус был девятым из одиннадцати детей в семье.
Ходил в школу в Жагаре и работал на ферме своего отца. В 1931 году он был призван на службу в литовскую армию в качестве радиста. Демобилизовавшись, Мариус устроился на работу в библиотеке в городе Пасвалис, которой в 1994 году было присвоено его имя. В 1941 году женился на Эльзе Авижоните, работавшей учительницей математики.
В 1944 году Катилишкис вступил в ряды Сил обороны отечества, литовского формирования вермахта, сражавшегося с Красной армией около города Седа. Часть его переживаний, связанных с отступлением из Литвы в Германию, легли в основу его биографического романа Išėjusiems negrįžti (Ушедшие не возвращаются). Опасаясь депортации обратно в СССР, он сменил своё имя на Мариуса Катилишкиса.
Катилишкис провёл некоторое время в различных лагерях для перемещённых лиц. Он изучал искусство во Фрайбурге, ставшим культурным центром для перемещённых лиц из числа литовцев, где он познакомился и был помолвлен с поэтессой Зинаидой Нагите, писавшей под псевдонимом Люне Сутема. В 1949 году он эмигрировал в США, где проживал в Нью-Йорке и Чикаго. Катилишкис был вынужден трудиться на фабриках и выполнять другую чёрную работу в районе Чикаго, в том числе на фабрике Kimball Piano. Он сумел построить собственный дом на окраине селения Лемонт (штат Иллинойс), где проживал до самой своей смерти в 1980 году.

## Работы
Катилишкиса отличал большой интерес к языку, так он часто носил с собой блокнот и карандаш, чтобы делать заметки об услышанных словах. Было написано несколько научных статей, посвящённых его использованию языка.
В 1931 году в шяуляйском еженедельнике Naujienos были опубликованы первые стихи Катилишкиса, которому в то время было всего 17 лет. После чего его стихи и проза продолжили регулярно печататься в различных литовских изданиях. Рукопись сборника его рассказов, переданная в одно из издательств, была утеряна во время войны, а найдена и опубликована лишь в 2003 году.
Большая часть произведений Катилишкаса была впервые опубликована в Чикаго, а его самый известный роман Miškais ateina ruduo (1957) был переиздан в 1969 году в советской Литве, что являлось редкостью для писателей-эмигрантов. В 1990 году он и вовсе был экранизирован. Некоторые литературные критики причисляют его к лучшим прозаическим произведением, написанным на литовском языке. Первые критики сравнивали роман Катилишкаса с фламандской живописью.
Книги Катилишкиса были удостоены ряда премий от американо-литовских организаций, в том числе от Литовской энциклопедической прессы, федерации Сантара-Швиеса и Общества литовских писателей.